# Amtsbezirk Dobersberg
Der Amtsbezirk Dobersberg ist eine ehemalige Verwaltungseinheit im Waldviertel in Niederösterreich.
Der Amtsbezirk war der Kreisbehörde in Krems an der Donau unterstellt und besorgte deren Amtsgeschäfte vor Ort. Die Zuständigkeit erstreckte sich neben Dobersberg auf die damaligen Gemeinden Edlitz, Engelbrechts, Fratres, Gastern, Gilgenberg, Göpfritzschlag, Illmau, Karlstein an der Thaya, Kautzen, Merkengersch, Kleinmotten, Münichreith an der Thaya, Peigarten, Rappolz, Reibers, Reinberg, Taxen, Tiefenbach, Waldhers und Waldkirchen an der Thaya.
Der Amtsbezirk umfasste dabei 21 Gemeinden mit 11.189 Einwohnern (lt. Zählung von 1851).